# Gwangui-myeon
Gwangui-myeon (koreanska: 광의면) är en socken i kommunen Gurye-gun i provinsen Södra Jeolla i den södra delen av Sydkorea, 260 km söder om huvudstaden Seoul.